# Meitantei Conan: Ijigen no Sniper
Meitantei Conan: Ijigen no Sniper (名探偵コナン　異次元の狙撃手, Meitantei Konan: Ijigen no Sunaipā), também conhecido no Brasil como Detetive Conan: O Mistério do Atirador de Elite, é um filme de animé japonês realizado por Kobun Shizuno e escrito por Kazunari Kochi, com base na série de mangá Meitantei Conan de Gosho Aoyama. Estreou-se no Japão a 19 de abril de 2014, e no Brasil a 3 de janeiro de 2022 pela HBO Max.
O vídeo promocional do filme foi divulgado a 7 de dezembro de 2013. O filme arrecadou quatro mil milhões de ienes na bilheteira japonesa.

## Enredo
Um atirador especial estado-unidense torna-se alvo do Departamento Federal de Investigação.

## Elenco
- Minami Takayama como Conan Edogawa
- Wakana Yamazaki como Ran Mori
- Rikiya Koyama como Kogoro Mori
- Kappei Yamaguchi como Shinichi Kudo
- Megumi Hayashibara como Ai Haibara
- Naoko Matsui como Sonoko Suzuki
- Kazuhiko Inoue como Ninzaburo Shiratori
- Ikue Ohtani como Mitsuhiko Tsuburaya
- Wataru Takagi como Genta Kojima/Wataru Takagi
- Chafurin como inspetor Megure
- Atsuko Yuya como agente de polícia Sato
- Miyuki Ichijou como Jodie Starling
- Shūichi Ikeda como Shuichi Akai
- Kiyoyuki Yanada como Andre Camel
- Noriko Hidaka como Masumi Sera
- Ryotaro Okiayu como Subaru Okiya
- Sota Fukushi como Kevin Yoshino
- Patrick Harlan como Jack Waltz